# Slør
 For alternative betydninger, se Slør (flertydig). (Se også artikler, som begynder med Slør)
Et slør er en beklædningsgenstand eller et stykke stof, der dækker dele af hovedet eller ansigtet. Det kan også bruges til at dække særligt vigtige genstande. Slør har en lang historie i Europa, Asien og Afrika. Praksis har været udbredt i jødedommmen, kristendommen og islam. Brugen af slør er særligt forbundet med kvinder og hellige objekter, selv om det i nogle kulturer er mænd (som tuareger), der bærer slør. Ud over religiøs betydning spiller slør en rolle i moderne sekulære begivenheder, hvoraf bryllupstraditioner er blandt de mest udbredte og kendte.